# Institut national d'hygiène
Pour les articles homonymes, voir INH.
L'Institut national d'hygiène, ou INH, est un institut français de santé publique créé par le gouvernement en 1941 qui préfigura l'Institut national de la santé et de la recherche médicale (INSERM) qui lui succéda en 1964. Durant les vingt-trois ans de son existence, cet institut modernise profondément la recherche médicale française.

## Historique
Héritier de l'Office national d'hygiène sociale supprimé en 1934, l'INH est créé le 30 novembre 1941 par Serge Huard, secrétaire d'État à la santé, sous l'impulsion d'André Chevallier qui en devient le directeur en février 1942 a pour mission d'« effectuer des travaux de laboratoire intéressant la santé publique, coordonner les enquêtes sanitaires menées dans le pays. Celui-ci est chargé de doter le pays de l'appareil de statistiques épidémiologiques qui lui fait défaut, mais également de recherches sur l’utilisation des vitamines pour pallier les pénuries alimentaires du fait de guerre ». Il est alors divisé en quatre sections :
- Section de la nutrition chargée de l’alimentation infantile
- Section des maladies sociales attachée à l’étude de la tuberculose, de l’alcoolisme et de la syphilis, mais également du cancer
- Section d’hygiène, essentiellement chargée des problèmes d’adduction d’eau et de médecine du travail
- Section d’épidémiologie

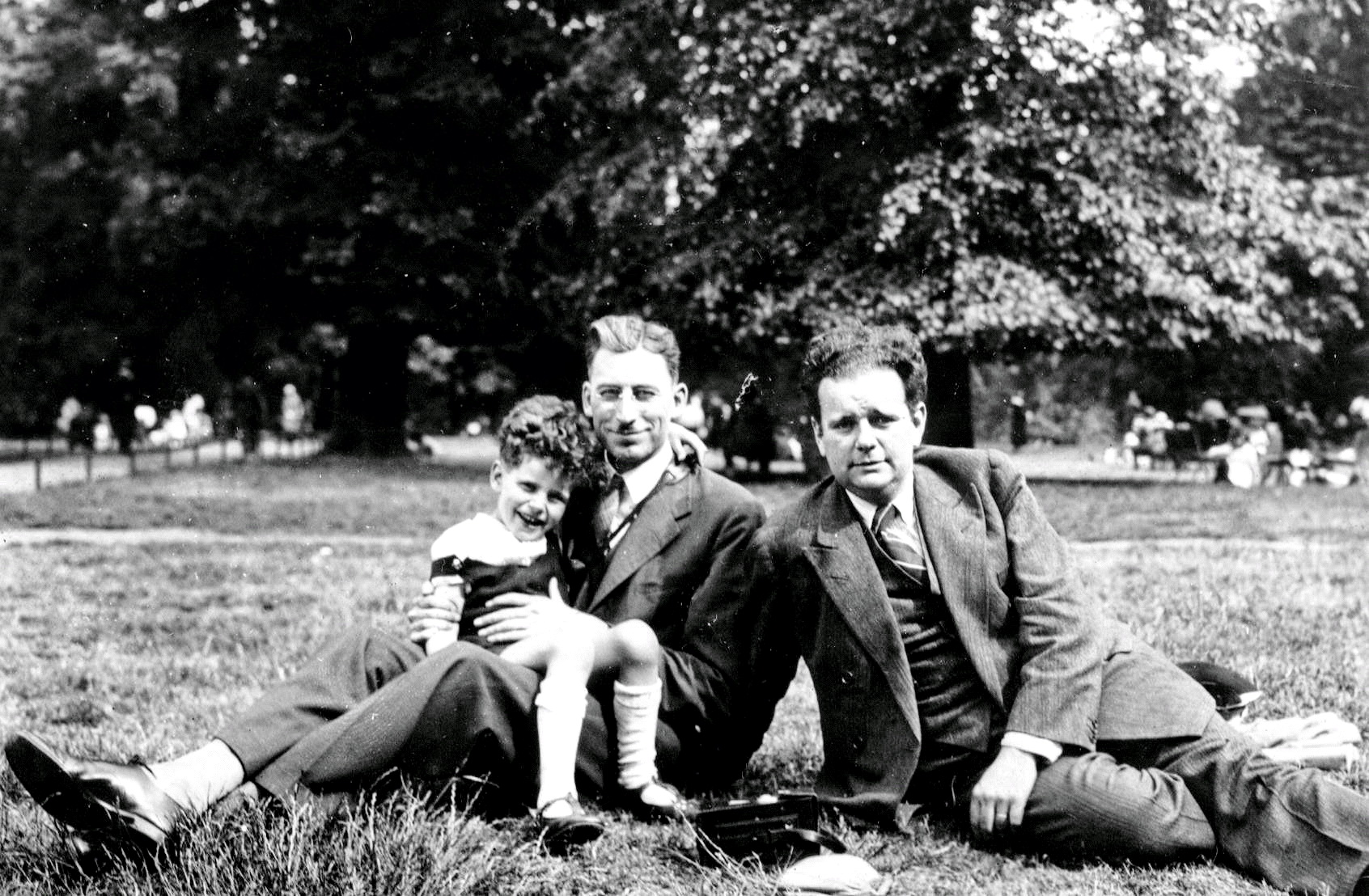
Archibald Hill et Louis Bugnard en 1934

En 1946, Robert Debré en prend la présidence, nomme Louis Bugnard directeur de l'INH, et décide de créer des liens puissants entre la clinique et la recherche en créant notamment des structures de recherche qui deviendront les futures unités INSERM et en mettant en place le 18 mai 1946 le premier conseil scientifique de l'INH.
Louis Bugnard décide d'aligner les statuts des médecins-chercheurs sur ceux du personnel du Centre national de la recherche scientifique (CNRS) et associe étroitement les deux organismes à partir de 1948. Il oriente l'INH vers la physique médicale en créant une étroite collaboration avec le Commissariat à l'énergie atomique (CEA). 
Dans les années 1950, marquées par la « révolution thérapeutique » (découverte des antibiotiques et développement des vaccins), viendra l'époque de collaboration et de concurrence avec l'Association Claude-Bernard (ACB) fondée par des médecins-chercheurs de l'INH tels que Jean Bernard, Jean Hamburger, René Fauvert, Raoul Kourilsky, Gabriel Richet, pour lesquels l'institut ne peut mener à bien sa mission de recherche médicale avec les moyens alloués. 
L'âge d'or de l'INH de 1956 à 1962, avec le retour au pouvoir de Charles de Gaulle et l'effort de recherche sans précédent initié dans le pays, conduit à l'ouverture de nombreux centres de recherche de l'ACB. En parallèle sont institués en 1958 les Centre hospitalier universitaire (CHU), permettant de créer les conditions favorables à la réorganisation de l'INH au sein d'un plus grand institut adossé à l'hôpital et d'harmoniser les initiatives de l’INH et de l’Association Claude-Bernard. Enfin, le décret du 18 juillet 1964 transforme l'Institut national d'hygiène en Institut national de la santé et de la recherche médicale (INSERM) dirigé par Eugène Aujaleu.